# Silvitettix whitei
Silvitettix whitei är en insektsart som först beskrevs av Morgan Hebard 1932.  Silvitettix whitei ingår i släktet Silvitettix och familjen gräshoppor. Inga underarter finns listade i Catalogue of Life.